# Zacatlapa
Zacatlapa är en ort i Mexiko.   Den ligger i kommunen Coscomatepec och delstaten Veracruz, i den sydöstra delen av landet, 220 km öster om huvudstaden Mexico City. Zacatlapa ligger 1 826 meter över havet och antalet invånare är 253.
Terrängen runt Zacatlapa är huvudsakligen kuperad, men åt sydost är den bergig. Terrängen runt Zacatlapa sluttar österut. Runt Zacatlapa är det tätbefolkat, med 331 invånare per kvadratkilometer. Närmaste större samhälle är Huatusco de Chicuellar, 15,9 km nordost om Zacatlapa. Omgivningarna runt Zacatlapa är en mosaik av jordbruksmark och naturlig växtlighet.